# بامب أند دامب

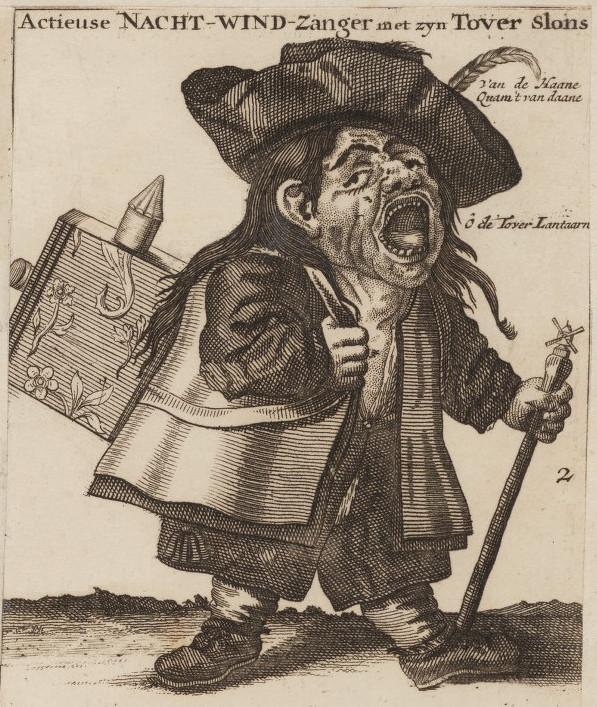
"المغني الليلي للأسهم" الأسهم في الشوارع خلال "فقاعة شركة البحر الجنوبي". أمستردام، 1720.

بامب أند دامب (بالإنجليزية: Pump and dump)‏ اختصارها (P&D)، ومعناها بالعربية «ضخ وتفريغ»، هي عبارة عن شكل من أشكال الاحتيال في الأوراق المالية يتضمن تضخيم سعر السهم المملوك بشكل مصطنع من خلال بيانات إيجابية خاطئة ومضللة من أجل بيع الأسهم المشتراة بسعر رخيص بسعر اعلى. بمجرد قيام مشغلي المخطط «ببيع» أسهمهم المبالغة في القيمة، ينخفض السعر ويفقد المستثمرون أموالهم. هذا هو الأكثر شيوعًا مع العملات المشفرة ذات رأس المال المنخفض والشركات الصغيرة جدًا، أي «الصور المصغرة».
بينما اعتمد المحتالون في الماضي على المكالمات الباردة، فإن الإنترنت يقدم الآن وسيلة أرخص وأسهل للوصول إلى أعداد كبيرة من المستثمرين المحتملين من خلال البريد الإلكتروني العشوائي والبيانات السيئة ووسائل التواصل الاجتماعي والمعلومات الخاطئة.